# Facelina auriculata
Facelina auriculata es una especie parecida a Cratena peregrina en la forma general del cuerpo y tamaño (los ejemplares más pequeños miden 3 cm). Se distingue de ella porque los rinóforos son lamelares, con las lamelas dispuestas en anillos. La parte superior de la antena es blanca y las numerosas prolongaciones dorsales son pardo oscuro, con una raya longitudinal blanca. El cuerpo es casi incoloro, con reflejos azules y una fina línea blanca en la mitad de la parte dorsal.
Facelina coronata (Forbes & Goodsir, 1839) es sinónimo de Facelina auriculata.